# 東大橋 (福島県)

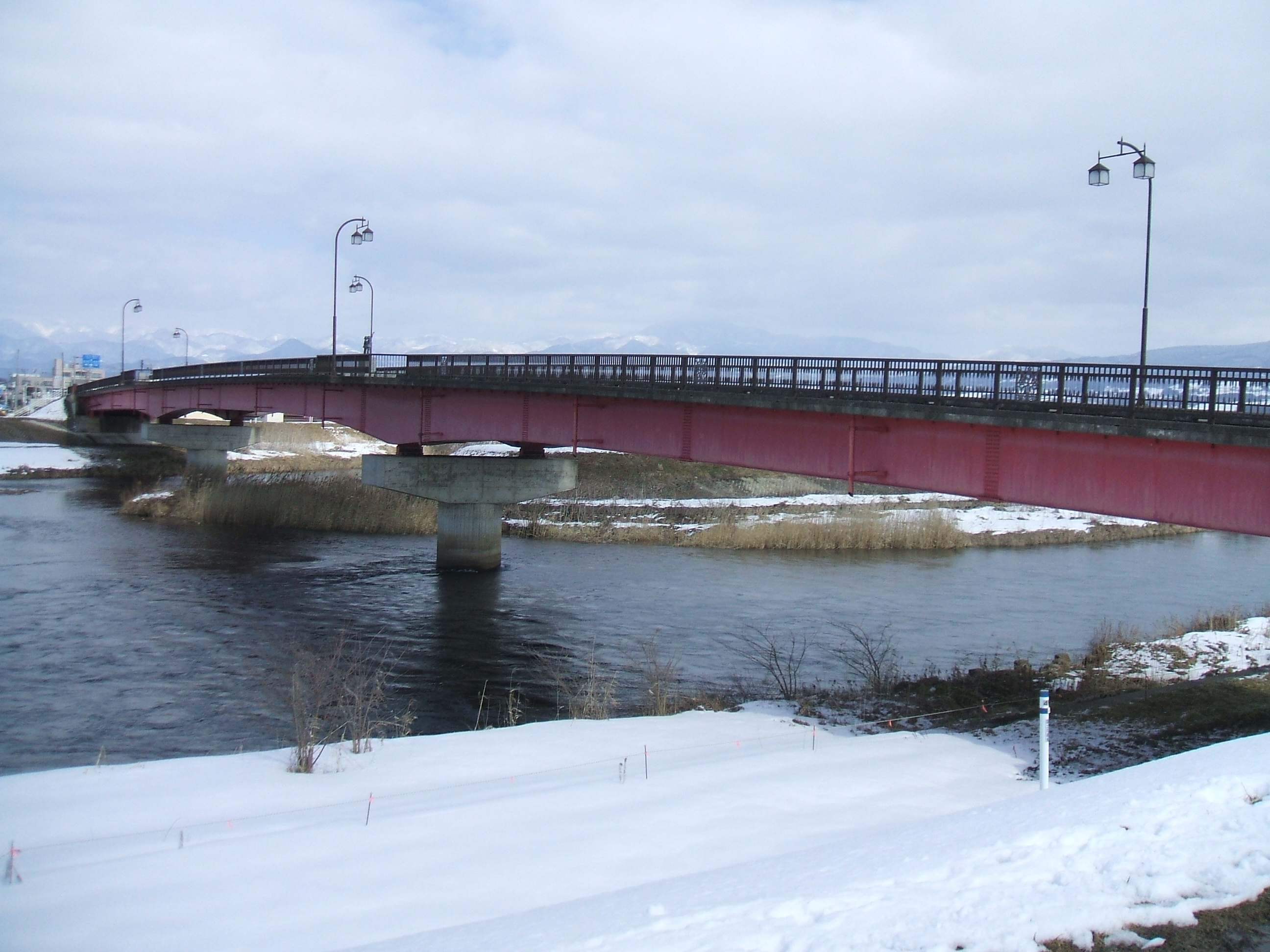
東大橋

東大橋（ひがしおおはし）は、福島県喜多方市と河沼郡湯川村に跨る道路橋である。本項目では旧道に当たる南大橋についても述べる。

## 概要
- 全長…185.4m
  - 主径間…72m
- 幅員…10.5m（車道部…8.0m、歩道部…2.3m）
- 形式…3径間連続鋼箱桁橋
- 竣工…1984年[1]

喜多方市と河沼郡湯川村を隔てる一級水系阿賀野川水系日橋川とそれに合流する支流の大塩川の合流点付近に架かり、国道121号を通す。北詰は喜多方市塩川町字東栄町一丁目、南詰は湯川村浜崎字下三反田（北緯37度35分23.1秒 東経139度53分34.3秒 / 北緯37.589750度 東経139.892861度座標: 北緯37度35分23.1秒 東経139度53分34.3秒 / 北緯37.589750度 東経139.892861度）に位置している。国道121号塩川バイパス整備に伴い建設された橋梁で、1984年に竣工した全長185m、幅員11.5mの箱桁橋である。施工は川田工業、住重鐵構工事。総事業費は7億5800万円。橋上は上下対向2車線で供用されており、上り線側（会津若松方面）に歩道が設置されている。当時の福島県副知事、友田昇の提唱による「行政の文化化」の一環としての「文化のための1％システム」の施策に採択され、親柱は穀倉地帯である会津北部をイメージする米蔵をかたどったものに、高欄は当時の耶麻郡塩川町の町花であった御殿場公園に群生するあやめの花がデザインされている。歩道上には周辺住民の寄付金により贈呈されたモニュメントであるブロンズ像2基が設置されている。
付近の日橋川の土手は日橋川緑地として整備されており、川の祭典などのイベントにも使用される公園となっている。

## 南大橋
- 全長…182m
- 幅員…10.5m
- 竣工…1971年[3]

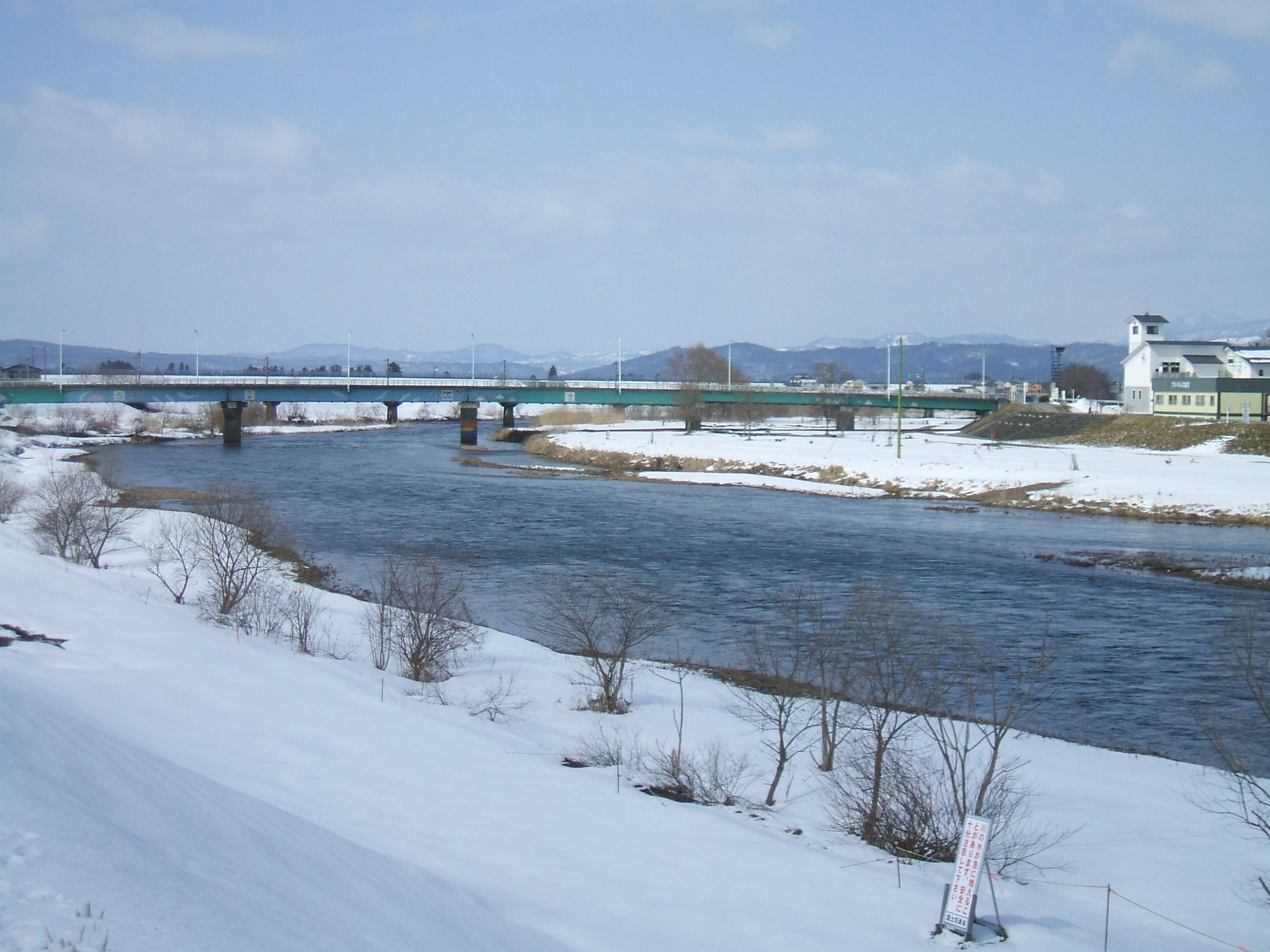
南大橋と日橋川

東大橋の旧道に当たる橋であり、更に下流側にかかる。福島県道326号浜崎高野会津若松線（米沢街道）を通す。東大橋開通まではここが国道121号に指定されていた。北詰は喜多方市塩川町字清水岸、南詰は湯川村浜崎字北殿町（北緯37度35分23.1秒 東経139度53分19.6秒 / 北緯37.589750度 東経139.888778度）に位置する。現在の橋は1971年に架けかえられた全長182m、幅員10.5mの橋梁であり、上下線対向1車線で供用されている。本橋北詰に県道326号と福島県道127号会津坂下塩川線との交差点があり、南詰の交差点では当県道が米沢街道から屈曲して堤防上に逸れるルートを取り、米沢街道は市道として南下している。

## 沿革
- 1959年 - 先代の南大橋が完成。上部工施工は興和コンクリートによる[4]。
  - 全長…182.2m
  - 全幅…6m
  - 形式…プレテンションPC桁橋
- 1971年 - 現在の南大橋が完成
- 1985年 - 東大橋を含むバイパス道路が完成

## 周辺
- 東日本旅客鉄道磐越西線 - 塩川駅
- 城東稲荷神社